# Waltendorf
Waltendorf è il nono distretto di Graz, capoluogo della Stiria. Confina a nord con il distretto di Ries, a sud con St. Peter e ad ovest con St. Leonhard.
Nell'area sorgono due piccoli castelli, lo Schloss Lustbühel e l'Hallerschloss, oltre alla chiesa nota come Rupertikirche. Nella parte settentrionale del distretto, vicino al torrente Ragnitz, si trova il 'Berliner Ring', complesso edilizio con numerose costruzioni di notevole altezza.